# Хатчинсон-Айленд-Саут (Флорида)
Хатчинсон-Айленд-Саут (англ. Hutchinson Island South) — статистически обособленная местность, расположенная в округе Сент-Луси (штат Флорида, США) с населением в 4846 человек по статистическим данным переписи 2000 года.

## География
По данным Бюро переписи населения США статистически обособленная местность Хатчинсон-Айленд-Саут имеет общую площадь в 124,58 квадратных километров, из которых 11,65 кв. километров занимает земля и 112,92 кв. километров — вода. Площадь водных ресурсов округа составляет 90,64 % от всей его площади.

## Демография
| Год переписи        | Нас. |  | %±    |
| ------------------- | ---- |  | ----- |
| 1990                | 3893 |  | —     |
| 2000                | 4846 |  | 24,5% |
| 1990–2000 Источник: |      |  |       |

По данным переписи населения 2000 года в Хатчинсон-Айленд-Саут проживало 4846 человек, 1749 семей, насчитывалось 2827 домашних хозяйств и 5889 жилых домов. Средняя плотность населения составляла около 38,9 человек на один квадратный километр. Расовый состав населённого пункта распределился следующим образом: 98,95 % белых, 0,14 % — чёрных или афроамериканцев, 0,12 % — коренных американцев, 0,23 % — азиатов, 0,45 % — представителей смешанных рас, 0,10 % — других народностей. Испаноговорящие составили 0,89 % от всех жителей статистически обособленной местности.
Из 2827 домашних хозяйств в 1,8 % воспитывали детей в возрасте до 18 лет, 59,0 % представляли собой совместно проживающие супружеские пары, в 1,8 % семей женщины проживали без мужей, 38,1 % не имели семей. 34,2 % от общего числа семей на момент переписи жили самостоятельно, при этом 24,5 % составили одинокие пожилые люди в возрасте 65 лет и старше. Средний размер домашнего хозяйства составил 1,71 человек, а средний размер семьи — 2,08 человек.
Население статистически обособленной местности по возрастному диапазону по данным переписи 2000 года распределилось следующим образом: 1,8 % — жители младше 18 лет, 0,7 % — между 18 и 24 годами, 6,6 % — от 25 до 44 лет, 29,5 % — от 45 до 64 лет и 61,4 % — в возрасте 65 лет и старше. Средний возраст жителей составил 69 лет. На каждые 100 женщин в Хатчинсон-Айленд-Саут приходилось 88,6 мужчин, при этом на каждые сто женщин 18 лет и старше приходилось 88,7 мужчин также старше 18 лет.
Средний доход на одно домашнее хозяйство статистически обособленной местности составил 43 329 долларов США, а средний доход на одну семью — 49 978 долларов. При этом мужчины имели средний доход в 47 150 долларов США в год против 27 679 долларов среднегодового дохода у женщин. Доход на душу населения статистически обособленной местности составил 43 329 долларов в год. 2,4 % от всего числа семей в населённом пункте и 4,5 % от всей численности населения находилось на момент переписи населения за чертой бедности, при этом из них были моложе 18 лет и 3,3 % — в возрасте 65 лет и старше.